# Список Героев Советского Союза (Марий Эл)
В списке представлены в алфавитном порядке жители Марий Эл (Марийской АССР) — Герои Советского Союза. Список содержит информацию о дате Указа о присвоении звания, роде войск, должности и воинском звании Героев на время присвоения звания Героя Советского Союза, годах жизни, месте рождения и смерти.
В годы Великой Отечественной войны звания удостоены 53 человека из Марийской АССР, из них — 36 уроженцев республики, в том числе 15 — мари по национальности. В список помимо уроженцев Марийской АССР включены призванные в армию с территории республики или проживавшие на территории республики в послевоенное время.
- Серым цветом  в таблице выделены Герои, удостоенные звания посмертно.

| № п/п | Фото | Фамилия Имя Отчество            | Дата Указа | Род войск  | Должность | Звание                    | Годы жизни                                    | БС ГС НЛ                       |
| ----- | ---- | ------------------------------- | ---------- | ---------- | --- | ------------------------- | --------------------------------------------- | ------------------------------ |
| 1     | none | Алексеев Евсей Алексеевич       | 15.01.1944 | артиллерия | наводчик орудия 5-й батареи 154-го гвардейского артиллерийского полка 76-й гвардейской стрелковой дивизии 61-й армии Центрального фронта                                                       | гвардии младший сержант   | 21.12.1921 — 10.11.1979                       | [ БС1 1 ] [ ГС 1 ] [ НЛ 1 ]    |
| 2     | none | Ардашев Валентин Кузьмич        | 23.07.1944 | пехота     | командир отделения 1022-го стрелкового полка 269-й стрелковой дивизии 3-й армии 1-го Белорусского фронта                                                                                       | красноармеец              | 14.01.1925 — 22.05.2000                       | [ БС1 2 ] [ ГС 2 ] [ НЛ 2 ]    |
| 3     |      | Архипов Василий Степанович      | 12.04.1942 | кавалерия  | командир пулемётного расчёта кавалерийского эскадрона 160-го гвардейского кавалерийского полка 1-й гвардейской кавалерийской дивизии 1-го гвардейского кавалерийского корпуса Западного фронта | гвардии младший сержант   | 26.03.1920 — 30.12.1941                       | [ БС1 3 ] [ ГС 3 ] [ НЛ 3 ]    |
| 4     | none | Бастраков Георгий Фёдорович     | 17.10.1943 | десантники | командир роты автоматчиков 15-го гвардейского воздушно-десантного полка 4-й гвардейской воздушно-десантной дивизии 60-й армии Центрального фронта                                              | гвардии лейтенант         | 18.04.1917 — 27.01.1944                       | [ БС1 4 ] [ ГС 4 ] [ НЛ 4 ]    |
| 5     |      | Бутяков Сергей Николаевич       | 07.04.1940 | танкист    | командир танка 398-го танкового батальона 50-й стрелковой дивизии 13-й армии Северо-Западного фронта                                                                                           | младший лейтенант         | 15 (28) сентября 1916 — 11.02.1940            | [ БС1 5 ] [ ГС 5 ] [ НЛ 5 ]    |
| 6     | none | Вершинин Константин Андреевич   | 19.08.1944 | генерал    | командующий 4-й воздушной армией 2-го Белорусского фронта | генерал-полковник авиации | 21 мая (3 июня) 1900 — 30.12.1973             | —                              |
| 7     | none | Владимиров Александр Иванович   | 30.10.1943 | пехота     | командир отделения 1281-го стрелкового полка 60-й стрелковой дивизии 65-й армии Центрального фронта                                                                                            | младший сержант           | 05.11.1923 — 04.08.2003                       | [ БС1 7 ] [ ГС 7 ] [ НЛ 6 ]    |
| 8     | none | Гайсин Ахметсафа Гайсинович     | 22.02.1944 | пехота     | командир взвода 185-го гвардейского стрелкового полка 60-й гвардейской стрелковой дивизии 12-й армии 3-го Украинского фронта                                                                   | гвардии младший лейтенант | 1918 — 27.11.1943                             | [ БС1 8 ] [ ГС 8 ] [ НЛ 7 ]    |
| 9     | none | Гвоздев Алексей Фёдорович       | 24.03.1945 | танкист    | командир танкового взвода 3-й танковой бригады 23-го танкового корпуса конно-танковой группы 2-го Украинского фронта                                                                           | старший лейтенант         | 18.08.1923 — 25.01.1984                       | [ БС1 9 ] [ ГС 9 ] [ НЛ 8 ]    |
| 10    | none | Громов Алексей Николаевич       | 15.01.1944 | пехота     | командир взвода 1185-го стрелкового полка 356-й стрелковой дивизии 61-й армии Центрального фронта                                                                                              | младший лейтенант         | 3 (16) сентября 1911 — 28.06.1987             | —                              |
| 11    | none | Долганов Иван Иосифович         | 24.03.1945 | артиллерия | командир орудия 534-го истребительно-противотанкового артиллерийского полка 14-й истребительно-противотанковой артиллерийской бригады 2-й гвардейской армии 1-го Прибалтийского фронта         | старший сержант           | 27.11.1923 — 01.06.1956                       | [ БС1 11 ] [ ГС 10 ] [ НЛ 10 ] |
| 12    | none | Елисеев Михаил Григорьевич      | 19.06.1943 | артиллерия | командир орудия противотанковой батареи 106-й танковой бригады 12-го танкового корпуса 3-й танковой армии Воронежского фронта                                                                  | младший сержант           | 26 октября (7 ноября) 1899 — 17.01.1943       | [ БС1 12 ] [ ГС 11 ] [ НЛ 11 ] |
| 13    |      | Загайнов Василий Фёдорович      | 15.01.1944 | пехота     | пулемётчик 3-й роты 1185-го стрелкового полка 356-й стрелковой дивизии 89-го стрелкового корпуса 61-й армии Центрального фронта                                                                | ефрейтор                  | 31 декабря 1902 (13 января 1903) — 04.10.1943 | [ БС1 13 ] [ ГС 12 ] [ НЛ 12 ] |
| 14    | none | Зарецких Михаил Александрович   | 29.06.1945 | авиация    | лётчик 525-го штурмового авиационного полка 227-й штурмовой авиационной дивизии 8-го штурмового авиационного корпуса 8-й воздушной армии 4-го Украинского фронта                               | лейтенант                 | 07.11.1920 — 30.12.2004                       | [ БС1 14 ] [ ГС 13 ] [ НЛ 13 ] |
| 15    | none | Заровняев Анатолий Иванович     | 29.06.1945 | авиация    | командир звена 76-го гвардейского штурмового авиационного полка 1-й гвардейской штурмовой авиационной дивизии 1-й воздушной армии 3-го Белорусского фронта                                     | гвардии старший лейтенант | 11.01.1922 — 13.09.1977                       | [ БС1 15 ] [ ГС 14 ] [ НЛ 14 ] |
| 16    |      | Канкошев Ахмет-Хан Талович      | 02.09.1943 |            | |                           | 28.08.1914 — 28.12.1943                       | —                              |
| 17    |      | Кержнёв Тагир Калюкович         | 10.04.1945 | танкист    | командир отделения разведывательной роты 17-й гвардейской механизированной бригады 6-го гвардейского механизированного корпуса 4-й танковой армии 1-го Украинского фронта                      | гвардии старший сержант   | 15.03.1922 — 28.01.1992                       | —                              |
| 18    |      | Кологривов Михаил Михайлович    | 05.11.1944 | авиация    | командир эскадрильи 6-го гвардейского истребительного авиаполка 11-й штурмовой авиадивизии ВВС Черноморского флота                                                                             | гвардии капитан           | 19.11.1919 — 16.07.1964                       | —                              |
| 19    |      | Костров Станислав Иванович      | 24.03.1945 | пехота     | командир пулемётного взвода 909-го стрелкового полка 247-й стрелковой дивизии 69-й армии 1-го Белорусского фронта                                                                              | лейтенант                 | 10.03.1923 — 12.08.2001                       | —                              |
| 20    |      | Кошкин Андрей Евдокимович       | 22.02.1944 |            | |                           | 18.12.1922 — 30.01.1958                       | —                              |
| 21    |      | Краснов Зосим Алексеевич        | 10.4.1945  |            | |                           | 02.08.1924 — 05.10.1984                       | —                              |
| 22    |      | Криворотов Владимир Фёдорович   | 27.06.1944 |            | |                           | 27.09.1923 — 22.05.1945                       | —                              |
| 23    |      | Кулик Иосиф Афанасьевич         | 23.09.1944 |            | |                           | 08.03.1912 — 1998 г.                          | —                              |
| 24    |      | Кутрухин Константин Прокофьевич | 24.03.1945 | пехота     | командир отделения 156-го гвардейского полка 51-й гвардейской стрелковой дивизии | гвардии сержант           | 01.02.1916 — 27.06.1944                       | —                              |
| 25    |      | Лебедев Михаил Васильевич       | 26.10.1943 |            | |                           | 10.10.1921 — 02.01.1945                       | —                              |
| 26    |      | Леухин Никанор Андреевич        | 17.10.1943 |            | |                           | 04.08.1918 — 18.06.1944                       | —                              |
| 27    |      | Логинов Михаил Николаевич       | 24.03.1945 |            | |                           | 15.11.1921 — 23.01.1982                       | —                              |
| 28    |      | Марков Никифор Николаевич       | 01.11.1943 | пехота     | |                           | 10.03.1916 — 11.08.1997                       | —                              |
| 29    |      | Марьин Иван Ильич               |            |            | |                           |                                               | —                              |
| 30    |      | Меркушев Иван Иванович          |            |            | |                           |                                               | —                              |
| 31    |      | Мороз Терентий Филиппович       |            |            | |                           |                                               | —                              |
| 32    |      | Новосёлов Кузьма Васильевич     |            |            | |                           |                                               | —                              |
| 33    |      | Онучин Михаил Васильевич        | 17.11.1943 | инженер    | |                           |                                               | —                              |
| 34    |      | Отмахов Иван Григорьевич        |            | пехота     | |                           |                                               | —                              |
| 35    |      | Павлов Александр Иванович       | 21.03.1940 | пехота     | заместитель политрука | младший политрук          | 7 (20) августа 1906 — 22.09.1966              | —                              |
| 36    |      | Полежайкин Сергей Иванович      | 24.03.1945 | пехота     | офицер разведки 1-го гвардейского отдельного мотоциклетного полка 5-й гвардейской танковой армии 1-го Прибалтийского фронта                                                                    | гвардии старший лейтенант | 14.10.1920 — 10.11.1944                       | —                              |
| 37    |      | Прохоров Зинон Филиппович       | 24.03.1945 | пехота     | | гвардии лейтенант         | 11.09.1909 — 19.09.1944                       | —                              |
| 38    |      | Радугин Феофан Григорьевич      |            | авиация    | |                           |                                               | —                              |
| 39    |      | Рыжов Иван Тихонович            |            | пехота     | |                           |                                               | —                              |
| 40    |      | Рябинин Николай Сергеевич       |            | пехота     | |                           |                                               | —                              |
| 41    |      | Семенюк Захар Владимирович      | 28.01.1943 | авиация    | штурман полка | капитан                   | 24.03.1919 — 17.05.1958                       | —                              |
| 42    |      | Серов Константин Иванович       |            | артиллерия | |                           |                                               | —                              |
| 43    |      | Соловьёв Василий Иванович       | 04.06.1944 | пехота     | |                           |                                               | —                              |
| 44    |      | Суворов Сергей Романович        | 31.03.1943 | пехота     | |                           |                                               | —                              |
| 45    |      | Тверитинов Дмитрий Иванович     |            | пехота     | |                           |                                               | —                              |
| 46    |      | Тезиков Павел Александрович     | 19.03.1944 | связисты   | |                           |                                               | —                              |
| 47    |      | Тюлькин Яков Николаевич         |            | пехота     | |                           |                                               | —                              |
| 48    |      | Федин Михаил Александрович      |            | десантники | |                           |                                               | —                              |
| 49    |      | Халев Василий Дмитриевич        | 24.03.1945 | танкист    | |                           |                                               | —                              |
| 50    |      | Хасанов Хаким Хусаинович        | 17.10.1943 | пехота     | | старший сержант           | ? — 12.09.1943                                | —                              |
| 51    |      | Шабалин Борис Сергеевич         | 24.03.1945 | танкист    | командир роты | старший лейтенант         | 20 декабря 1915 (2 января 1916) — 24.09.1962  | —                              |
| 52    |      | Шумелёв Александр Прокопьевич   | 10.01.1944 | артиллерия | | младший лейтенант         | 07.09.1913 — 19.04.1945                       | —                              |
| 53    |      | Яналов Андрей Михайлович        | 19.04.1945 | пехота     | комсорг батальона 997-го стрелкового полка 263-й стрелковой дивизии 43-й армии 3-го Белорусского фронта                                                                                        | младший лейтенант         | 06.08.1920 — 06.04.1945                       | —                              |